# St. Josef (Burglengenfeld)

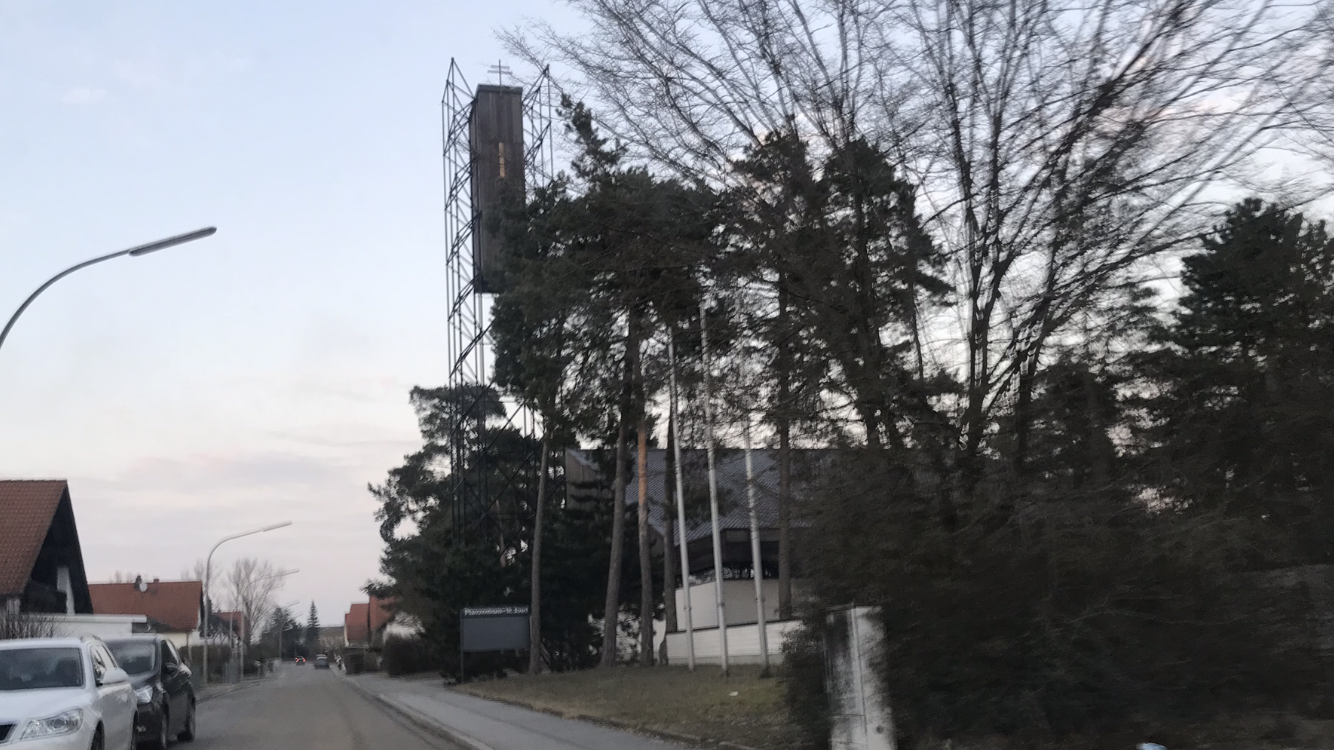
Der Kirchturm der Pfarrkirche

Die Pfarrkirche St. Josef des Bistums Regensburg ist eine Kirche in Burglengenfeld im Oberpfälzer Landkreis Schwandorf in Ostbayern.

## Geschichte

### Übergangskirche
In den 1950er Jahren wuchs die Bevölkerungszahl in Burglengenfeld aufgrund der Industrieansiedlung im unmittelbaren Umland stark an. 1958 besuchte der damalige Erzbischof von Regensburg Michael Buchberger die Stadt Burglengenfeld und nannte als Standort für eine mögliche zweite Pfarrkirche in der Stadt das Gebiet „Sand“. Zu Beginn der 1970er Jahre erwarb die bischöfliche Finanzkammer ein Grundstück im Stadtgebiet „Sand“ und bestellte den Präfekten im Studienseminar Straubing, Hans Preißl, als Expositus mit dem Auftrag, eine neue Pfarrei aufzubauen. 1974 wurden gemeinsam mit der Pfarrei St. Vitus die Pfarreigrenzen festgelegt. Am 1. Oktober 1974 wurde die eigenständige Pfarrei „Am Sand“ Burglengenfeld durch Bischof Rudolf Graber gegründet. Als Kirchenbau diente ein provisorisch in Fertigbauweise errichteter Übergangsbau. Hans Preißl wurde zum Pfarrkuraten bestellt.

### Pfarrgemeindezentrum St. Josef
1976 wurde mit den Bauarbeiten zur Errichtung eines Pfarrgemeindezentrums begonnen. Zwei Jahre später konnte das Pfarrhaus als erster fertiggestellter Bauabschnitt durch die Pfarrgemeinde bezogen werden. Architekt des Ensembles war der Münchner Architekt Franz Kießling. Zum Ende desselben Jahres wurde der Turmbau, ein Campanile ausgeführt als moderne Stahlkonstruktion mit hölzern verschalter Turmstube, fertiggestellt. 1978 erhielt die Kirche ein Geläut der Firma Rudolf Perner mit den Tönen g′, b′, c″ und d″. Der komplett fertiggestellte Bau wurde am 6. Mai 1979 durch Weihbischof Karl Flügel zur Kirche geweiht.